# Wyoming Doll
Wyoming Doll is een stripalbum van de Belgische striptekenaar Franz. Het album verscheen in 1999 bij uitgeverij Dargaud met slappe kaft op groter formaat in de collectie Beeldverhaal.

## Inhoud
In deze western, wordt in de kenmerkende stijl van Franz een aangrijpend verhaal verteld over een groepje landverhuizers die in het westen van Amerika aankomen. Ze worden overvallen door Indianen en vrijwel volledig uitgeroeid. Alleen een grootvader, een jongeman die toevallig net op verkenning was en twee kleine meisjes overleven het.